# 판타지 문학
판타지 문학(fantasy literature)은 마법과 초자연적 현상을 주요한 플롯의 요소, 주제, 배경으로 삼아 가상의 공간(fictional universe)에서 이야기가 전개되는 픽션 장르이다.
이 장르의 많은 작품들에서 마법과 전설의 동물이 등장한다. 20세기 중반 이후에 장르 SF의 뒤를 이어 상업화된 현대의 장르 판타지는 과학적 세계를 다루는 SF와 공포스러운 상황의 묘사에 중점을 둔 호러 장르와는 뚜렷하게 구별되지만, 세 장르 모두 합의된 현실이나 현재 상황에서 벗어난 비리얼리즘적인 상황을 즐겨 다루는 탓에 소재가 중복되는 경우가 종종 있다.
21세기의 대중 문화에서 협의의 판타지는 출판 소설의 범주인 장르 판타지를 가리키지만, 광의의 판타지는 신화와 전설에서 소재를 얻은 고대나 중세의 문학이나, 영화나 음악 등 다른 매체의 작품에 이르는 폭넓은 창작물을 포괄한다.
광의의 판타지는 여러 학문 분야(영문학, 문화 연구, 비교 문학, 역사학, 중세학)에서 연구되고 있다. 이 영역의 작업은 환상을 경계 공간으로 강조하는 츠베탕 토도로프의 구조주의 이론부터 중세학과 대중 문화 간의 연결점(정치적, 역사적, 문학적)을 찾는 작업까지 범위가 넓다.

## 판타지의 특색
판타지를 식별하는 특색은 신화와 민간 전승에서 받은 영향이 일관된 테마를 이루는, 자기 일관된(내적으로 일관성 있는) 배경에 포함된 환상적 요소이다.  이러한 구조 내에서, 환상적 요소는 모든 위치에서 가능해진다: 그것은 실제 세계에 숨겨져 있거나 새어나올 수도 있고, 그런 요소를 지닌 세계로 캐릭터를 끌어들일 수도 있고, 그런 요소가 세계의 일부를 이루는 환상 세계를 배경 삼아 전면적으로 드러날 수도 있다. 본질적으로, 판타지는 스스로 만든 규칙에 따라, 마법과 다른 환상적 장치들이 사용되면서도 여전히 내적으로 일관성을 유지한다.

## 역사

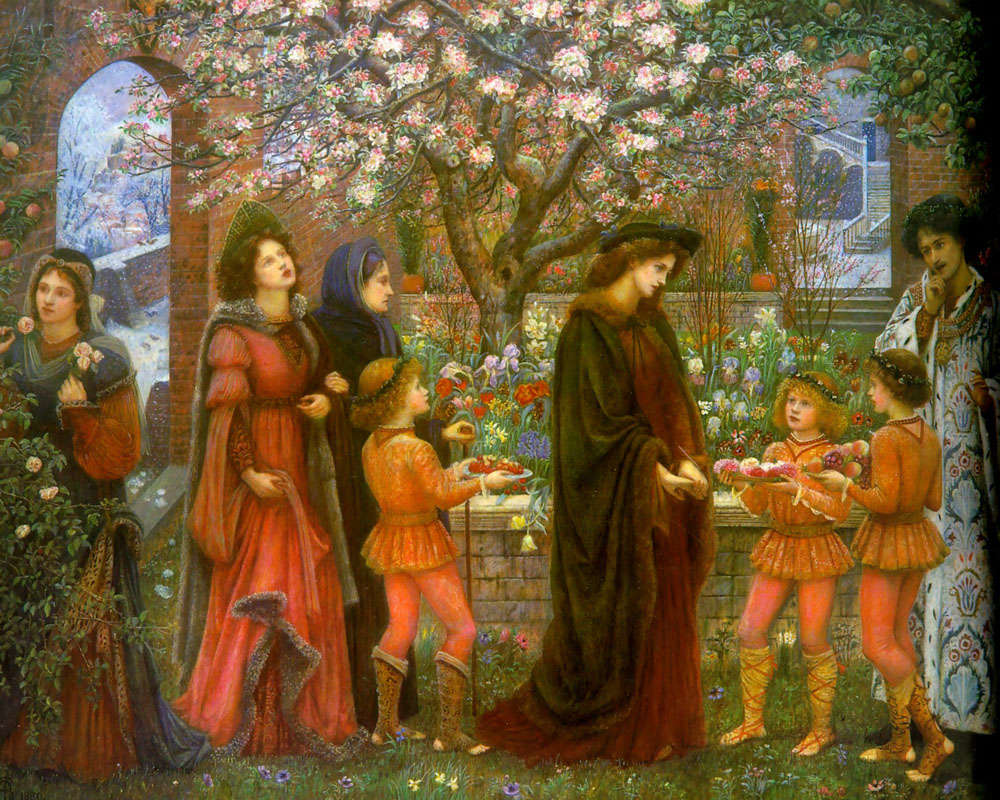
데카메론의 마법 걸린 정원

## 매체
판타지는 인기있는 장르로, 거의 모든 매체에서 자기 자리를 찾았다. 최근 환상 미술과 판타지 영화가 급격하게 인기를 얻었지만, 이 장르의 주요 매체는 언제나 문학이었다.

## 분류

### 테마에 따라 (하위장르)
판타지는 특정한 테마나 배경, 혹은 다른 문학 장르나 사변 소설 양식의 겹침으로 특징지어지는 수많은 하위장르를 낳았다. 여기엔 다음과 같은 것들이 포함된다.
- 뱅스 판타지, 존 켄드릭 뱅스가 명명, 내세에서의 유명한 역사적 인물과의 상호 작용이 특징
- 코믹 판타지, 유머러스한 분위기
- 현대 판타지, 현실 세계를 무대로 삼지만 마법이나 다른 초자연적 요소와 결합
- 다크 판타지, 공포물의 요소 함유
- 디젤펑크, 스팀펑크와 비슷하지만 초기 20세기 기술을 함유
- 에픽 판타지, (아래의) 하이 판타지 항목을 같이 보시오
- 우화들
- 동화들과 동화적 테마를 끌어온 동화 판타지
- 환상 시, 환상적 테마를 사용하는 시
- 판타스티카 Fantastique, 초자연적 요소를 포함하는 프랑스 문학 장르
- 매너의 판타지, 혹은 매너펑크, 매너의 희극을 통해 사회적 지위 문제에 집중
- 가스램프 판타지, 빅토리아 시대나 에드워드 시대를 배경으로 한 이야기로, 고딕 소설에 영향받음
- 신과 악마 판타지 (셴모shenmo), 중국 신화에 영향받은 신과 괴물들
- 하드 판타지, 하드 SF를 따라 명명, 초자연적 요소들이 내부적으로 일관성 있고 설명 가능하도록 의도됨
- 하이 판타지 혹은 에픽 판타지, 플롯과 테마의 장대한 규모로 특징지어짐.
- 영웅 판타지, 상상의 세계 속 영웅의 이야기에 집중
- 역사 판타지, 환상적 요소를 함유한 역사 소설
- 쥬브나일 판타지, 환상적 요소를 함유한 아동 문학
- 전설들, 가능한 사실을 기초로 환상적 요소를 결합
- 로우 판타지, 하이 판타지와 대조적으로 일부 혹은 비간섭적인 초자연적 요소가 특징
- 마술적 리얼리즘, 작은 초자연적 요소가 들어간 문학적 소설의 장르
- 신화 픽션, 신화, 민간 전승, 동화에 뿌리를 뒀거나 영감 받음
- 미스포에이아, 가상의 신화를 창조
- 초자연적 로맨스, 환상적 요소를 함유한 로맨스 소설
- 로맨틱 판타지, 로맨틱한 관계에 집중
- 사이언스 판타지, SF의 요소를 포함한 하위장르
- 스팀펑크, 시대착오적인 증기 기관과 빅토리아 시대에 영향 받은 사회를 배경으로 함
- 검과 마법, 칼 휘두르는 영웅의 모험, 일반적으로 에픽 판타지보다 제한된 범위를 다룸
- 어반 판타지, 도시 배경
- 괴기물(위어드): "판타지"와 "호러"가 널리 사용되기 전 섬뜩하고 불안한 이야기를 일컫던 명칭; 슬립스트림 픽션과 신괴기물(New Weird)에서 좀 더 현대적인 사용법을 확인할 수 있다.
- 무협, 종종 환상적 요소와 결합된 중국 무술 소설
- 근대적 판타지는 미국 문학을 중심으로 발전해온 환상성을 기본으로 하는 판타지를 의미한다. 리얼리즘에 바탕을 두던 전통적 문학관에 반발하여 기존의 소설에 근대적 개념의 환상성을 도입한 에드가 엘런 포우에서부터 근대적 판타지가 시작되었다고 논의되기도 한다.[5]
- 게임 판타지는 실제 세계와 유사한 세계(주로 근미래)를 배경으로 온라인 혹은 가상현실 게임 상에서의 이야기를 다룬다.

### 이야기 속 환상의 기능에 따라
다크 판타지

## 한국 판타지 소설의 전개
한국 판타지 소설의 전개는 PC통신상에서 연재되던 통신문학과 밀접한 연관성을 띈다. 이때의 통신문학이란, 1990년대 중반 하이텔, 천리안 등의 통신업체에서 제공한 컴퓨터 네트워크 안에서 형성된 문학을 일컫는다. 이 통신문학의 대부분은 판타지문학과 매우 유사한 양태를 띄었으며, 이중 이우혁의 퇴마록, 이영도의 드래곤 라자가 선풍적인 인기를 끌며 본격적인 통신문학의 시작을 알렸다. 이들은 곧 통신문학에서 사이버 문학이라는 이름으로 바뀌었고, 각기의 연재물이 출판화되면서 판타지소설이라는 이름을 갖게 되었다.
그리고 1990년대 이후. 인터넷의 급격한 보급으로 인하여 누구나 사이버공간에 자유롭게 글을 남길 수 있게 되었고, 이로써 특정 인물들만이 행하던 창작활동을 일반인들도 할 수 있게 되었다. 이후 인터넷이 널리 보급됨에 따라 창작활동도 함께 활발해졌고, 이에 출판사의 상업성이 맞물려 본격적으로 판타지소설들이 쏟아져나오기 시작하였다.
그런데, 이런 한국형 판타지 소설이 어느 순간부터 너무 고정된 형식만을 따르게 됨에 따라 이런 경향을 따른 판타지 소설을 양산형 판타지 소설, 줄여서 양판소라고 부르는 경우도 생겼다. 이들은 한국에 많았던 대여점들을 중심으로 살아남고 있었지만 대여점들이 사라져감에 따라, 현재는 문피아, 조아라, 카카오페이지 등의 인터넷 플랫폼을 중심으로 연재되고 있다.

## 같이 보기
- 판타지의 개요
- 판타지
- 무협 소설
- 한국 장르작가 목록
- 게임 소설

### 판타지 소설 연재 커뮤니티
- 문피아
- 조아라
- 락지
- 에프월드 보관됨 2016-12-28 - 웨이백 머신
- 다술 보관됨 2007-10-30 - 웨이백 머신
- 드림워커
- 커그
- 사과박스 보관됨 2010-10-04 - 웨이백 머신

### 기타
- The SF Page at Project Gutenberg of Australia